# غزوه بدرالاخره
غزوه بدرالاخره که به نام‌های بدرالوعد و بدرالصفراء نیز مشهور است، یکی از غزوات محمد است که در سال چهارم هجری رخ داده‌است.

## نام‌ها
این جنگ، به نام‌های مختلفی گزارش شده‌است، از جمله آنها می‌توان اشاره کرد به:
- بدرالموعد
- بدرالوعد
- بدرالاخره
- بدرالصَفراء
- بدرالصُغری
- بدرالثالثه

## زمان، مکان و رویداد
این واقعه در سال چهارم هجری و در منطقه بدر رخ داده است.

### شرح واقعه
بعد از جنگ احد، ابوسفیان از مسلمانان خواست تا در سال بعد، جنگی را بین یکدیگر انجام بدهند که محمد با آن موافقت کرد. اما پس از رسیدن به موعد مقرر، ابوسفیان از خروج اکراه داشت با این حال برای منصرف کردن مسلمانان، نعیم بن مسعود را به وعده بیست شتر به مدینه فرستاد تا مسلمانان را از جنگ و مراجعه به منطقه بدر بهراساند و منصرف نماید. محمد نیز با سپاهی بالغ بر ۱۵۰۰ نفر به بدر رفته و هشت روز انتظار کشید. ابوسفیان نیز با سنجیدن شرایط، با ۲۰۰۰ نفر به بدر عزیمت کرد اما در بین راه و پس از رسیدن به ناحیه ظهران، به بهانه خشکسالی و کمبود آب به مکه بازگشت. در قرآن به این غزوه در آیه ۱۷۱ تا ۱۷۵ سوره آل عمران اشاره شده است.